# Chiesa di Santa Restituta
La chiesa di Santa Restituta è un luogo di culto cattolico della città di Cagliari.
Si trova nel quartiere Stampace, salendo lungo la stretta via Sant'Efisio, che costeggia il fianco sinistro della parrocchiale di Sant'Anna.

## Storia
La chiesa venne costruita nel XVII secolo grazie al lascito del protomedico del Regno di Sardegna, Salvatore Mostallino (morto nel 1636), su un vasto ambiente ipogeico, che oggi ne costituisce la cripta, visitabile; questo ambiente, utilizzato dai punici e dai romani, fu dai primi secoli del cristianesimo una chiesa rupestre. La tradizione popolare identifica nella cripta il luogo di prigionia e martirio di santa Restituta, madre di sant'Eusebio, vescovo di Vercelli.
Esistono cinque sante di nome Restituta, ma solo due di esse possono essere associate a quella venerata a Cagliari: una santa di origine cagliaritana che, presunta madre di sant'Eusebio, fu imprigionata e martirizzata nella cripta dell'attuarle chiesa stampacina; un'altra di origine africana, le cui reliquie sono portate a Cagliari dal V secolo 
L'edificazione della nuova chiesa rientrava nel clima di fermento religioso di quell'epoca in Sardegna: nel Seicento era viva la disputa tra gli arcivescovi di Cagliari e di Sassari, che si contendevano il titolo di primate di Sardegna e Corsica. Allo scopo di dimostrare il primato di una diocesi sull'altra si organizzavano scavi nelle antiche necropoli e nei luoghi di culto dei martiri, al fine di ritrovarne le reliquie; si legano a questi fatti le origini di importanti monumenti, quali il santuario dei Santi Martiri, nella cattedrale di Santa Maria a Cagliari, e la cripta della basilica medievale di San Gavino a Porto Torres, vicino a Sassari.
La cripta non fu sempre frequentata: fu usata all'inizio come cava per estrarre il calcare, per deporci i morti, da una comunità di ortodossi che poi la abbandonarono e fu riusata in occasione dell'arrivo degli esuli dall'Africa che portarono le reliquie della Santa Restituta africana.
Durante la seconda guerra mondiale, la cripta di Santa Restituta venne utilizzata come rifugio antiaereo.
La chiesa, non officiata dal dopoguerra al 2008, è stata restaurata con il contributo della Regione Autonoma della Sardegna, il Ministero per i Beni e le Attività Culturali ed il Comune di Cagliari ed è stata riaperta al culto nel 2017. Il progetto principale (fondi RAS e MiBAC) è stato redatto dall'arch. Stefano Montinari del MiBAC, mentre quello di completamento (finanziamento Comune di Cagliari) è stato redatto dall'ing. Gonario Farci e dall'arch. Ketty Zaffino per conto della parrocchia di Sant'Anna.

## Descrizione
La chiesa si affaccia nella piazzetta Santa Restituta, in un'area compresa tra l'omonima via e la via Sant'Efisio. La facciata si presenta con terminale a doppio inflesso, detto per la caratteristica forma "a cappello di carabiniere", tipico di molte chiese barocche.
Il portale è sormontato da un timpano curvo spezzato. L'interno si presenta a navata unica voltata a botte, con tre cappelle per lato e presbiterio rialzato.
Nella cripta di Santa Restituta, alla quale si accede dalla via Sant'Efisio, si possono ammirare una statua raffigurante la santa, databile intorno al V secolo, tracce di un affresco medievale raffigurante san Giovanni Battista e alcuni altari scavati nella roccia.